# Stanisław Lem

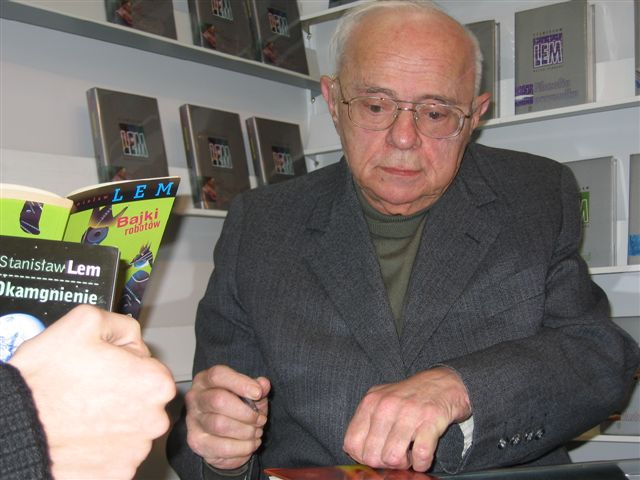
Stanisław Lem, Kraków (Polen), 30.10.2005

Stanisław Herman Lem, född 12 september 1921 i Lwów i dåvarande Polen (Lviv i nuvarande Ukraina), död 27 mars 2006 i Kraków, var en polsk satirisk och filosofisk science fiction-författare. Hans böcker har översatts till 41 olika språk och sålts i 27 miljoner exemplar.

## Biografi
Stanisław Lem föddes i Lwów, Polen 1921 (nu Lviv, Ukraina) som son till en läkare. Han läste medicin vid Lwów-universitet, men andra världskriget avbröt hans utbildning. Under kriget och den tyska ockupationen arbetade han som mekaniker och svetsare och var medlem i den polska motståndsrörelsen. 1946 flyttade Lem från området som annekterats av Sovjetunionen till Kraków och återupptog medicinstudierna vid Jagellonska universitetet. Efter att ha slutfört sin utbildning bestämde han sig för att inte ta diplom för att slippa att arbeta som militärläkare. Han arbetade som forskningsassistent vid ett forskningsinstitut och började då att skriva sagor på sin fritid. 1981 tog han ett hedersdiplom från Wrocław Polyteknisk, senare från Opole-universitet, Universitetet i Lwów, och senast från Jagellonska universitetet.
Lem skrev oftast om kommunikationsomöjligheter mellan människan och utomjordiska civilisationer och mänsklighetens tekniska framtid. Andra ämnen innehåller idealiska och utopiska civilisationer och problemet med mänsklig existens i en värld där det i stort sett inte finns någonting att göra på grund av teknisk utveckling. Hans utomjordiska civilisationer innehåller ofta mekaniska flugsvärmar (i Segraren) och havet (i Solaris). Frågor om tekniska utopier finns i Fred på jorden, i Observation on the Spot, och, i mindre utsträckning, i Cyberiaden.
Lem blev hedersmedlem i Science Fiction and Fantasy Writers of America (SFWA) 1973 men sparkades ut 1976 då han kritiserade amerikansk science fiction-litteratur. Han hade beskrivit den som kitsch, illa genomtänkt, dåligt skriven, och att den inte hade intresse av att utveckla nya litteraturformer och -idéer utan istället tjäna så mycket pengar som möjligt. Senare bjöd SFWA honom på ett reguljärt medlemskap, vilket han tackade nej till.
Lems böcker är fyllda av intelligent humor och ordlekar och har översatts till svenska av Martin von Zweigbergk och Sven Christer Swahn.
År 1977 erkändes han som hedersmedborgare av Kraków.

## Utmärkelser
Asteroiden 3836 Lem är uppkallad efter honom.

## Film och TV
- Der Schweigende Stern / First Spaceship on Venus (Östtyskland och Polen, 1959)
- Przekładaniec / Layer Cake / Roly Poly av Andrzej Wajda (1968)
- IKARIE-XB1 / White Planet (Tjeckoslovak, 1968-70)
- Un si joli village av Étienne Périer (Frankrike, 1973)
- The Investigation av Marek Piestrak (1973)
- Solaris av Andrej Tarkovskij (Sovjetunionen och Japan, 1971)
- Szpital przemienienia / Hospital of the Transfiguration av Edward Żebrowski (Polen, 1979)
- Test pilota Pirxa / Test Pilot Pirx by Marek Piestrak (Polen och Sovjetunion, 1979)
- Victim of the Brain av Piet Hoenderos (Nederländerna, 1988)
- Marianengraben regissör Achim Bornhak, skrivet av Lem och Mathias Dinter (Tyskland, 1994)
- Solaris (2002) av Steven Soderbergh, (USA, 2002)